# Chicago (musikgrupp)

Chicago logotyp

Chicago är en amerikansk musikgrupp som bildades 1967 och har haft ett flertal hits under främst 1970-talet och 1980-talet.

## Historik
Chicago bildades 1967 som Chicago Transit Authority (namnet på staden Chicagos lokaltrafik) och bestod då av Peter Cetera, basgitarr och sång, Terry Kath, gitarr och sång, Robert Lamm, keybords och sång, James Pankow, trombon, Walter Parazider, saxofon och tvärflöjt, Lee Loughnane, trumpet, samt Danny Seraphine, trummor. 
Gruppens självbetitlade debutalbum utgavs 1969 och blev relativt framgångsrikt, men det var med gruppens andra album, en dubbel-LP rätt och slätt kallad Chicago, som det verkliga genombrottet kom. På albumet återfinns bland annat låten "25 or 6 to 4" vilken blev en internationell hit och är en av deras mest kända kompositioner. Bandet gav från och med tredje albumet ut skivor, och gör detta ibland även idag, betitlade Chicago följt av en romersk siffra, i alla fall till och med skiva nummer 14. Sedan kommer numreringen tillbaka med arabiska siffror, men då och då kommer den romerska numreringen tillbaka, som livealbumet Chicago XXVI.
Även om bandet hade framgångar dröjde det till det femte albumet Chicago V 1972 innan de toppade albumlistan i USA för första gången. Alla album fram till Chicago VIII nådde första plats i USA.  Några av deras mest kända låtar är "Questions 67 & 68", "Beginnings", "Make Me Smile", "Saturday in the Park"(1972), "Feelin' Stronger Everyday"(1973), "Just You and Me"(1973), "Old Days"(1975), och "Harry Truman"(1975).  Den första singeln som blev etta var balladen "If You Leave Me Now" 1976, som också markerade början på en period av framgångsrika ballader för gruppen. Terry Kath dog i en olycka 1978 där en pistol var inblandad. Mellan 1978 och 1980 var Don Dacus medlem av bandet.
1984 släpptes bandets största kommersiella framgång, albumet Chicago 17 som innehöll världshitsen "You're The Inspiration" och "Stay the Night". Strax därefter lämnade Cetera bandet för en solokarriär; han ersattes av Jason Scheff. Chicago har sedan fortsatt släppa skivor med varierande framgång.
1992-1993 spelade Chicago in albumet Stone of Sisyphus. Det var planerat att släppas någon gång under 1993. Reprise Records ratade plattan på grund av att de tyckte den saknade "commercial appeal", man ville ha något som garanterade att sälja och det som säljer är Chicagos ballader. Bandet gav upp, lämnade Reprise Records och startade då Chicago Records. Till slut gavs albumet ut 2008 som Chicago XXXII: Stone of Sisyphus.
Den 15 februari 2007 var det 40-årsjubileum för gruppen Chicago. Detta firade man med att släppa en ny samling, The Best of Chicago: 40th Anniversary Edition som släpptes den 2 oktober 2007. 2009 meddelade mångårige bandmedlemmen (sedan 1981) Bill Champlin att han lämnar gruppen för att helt och hållet satsa på sin solokarriär.

### Medlemmar
| Nuvarande medlemmar - Robert Lamm – keyboards, gitarr, sång (1967–) - Lee Loughnane – trumpet, gitarr, slagverk, sång (1967–) - James Pankow – trombon, slagverk, keyboards, sång (1967–) - Jeff Coffey – basgitarr, sång (2016–) - Tris Imboden – trummor, slagverk (1990–) - Keith Howland – gitarr, sång (1995–) - Lou Pardini – keyboards, sång (2009–) - Walfredo Reyes, Jr. – slagverk (2012–) - Ray Herrmann – träblås (2016–) - NeilDonell - akustisk gitarr, sång (2018-) | Tidigare medlemmar - Danny Seraphine – trummor, slagverk (1967–1990) - Peter Cetera – basgitarr, gitarr, sång (1967–1985) - Terry Kath – gitarr, basgitarr, sång (1967–1978; död 1978) - Walter Parazaider – träblås, sång (1967–2018) - Laudir de Oliveira – slagverk (1974–1981) - Donnie Dacus – gitarr, basgitarr, sång (1978–1980) - Chris Pinnick – gitarr (1980–1985) - Bill Champlin – keyboards, gitarr, sång (1981–2009) - Dawayne Bailey – gitarr, sång (1986–1994) - Drew Hester – trummor, slagverk (2009–2012) - Daniel de los Reyes – slagverk (2012) - Jason Scheff – basgitarr, sång (1985–2016) |

### Timeline
Inte komplett men ger en bild av hur Chicago har sett ut genom åren.

## Diskografi
Album
- 1969 – Chicago Transit Authority
- 1970 – Chicago
- 1971 – Chicago III
- 1971 – Chicago at Carnegie Hall
- 1972 – Chicago V
- 1973 – Chicago VI
- 1974 – Chicago VII
- 1975 – Chicago VIII
- 1975 – Chicago IX – Chicago's Greatest Hits
- 1976 – Chicago X
- 1977 – Chicago XI
- 1978 – Hot Streets
- 1979 – Chicago 13
- 1980 – Chicago XIV
- 1981 – Greatest Hits, Volume II
- 1982 – Chicago 16
- 1984 – Chicago 17
- 1986 – Chicago 18
- 1988 – Chicago 19
- 1989 – Greatest Hits 1982-1989
- 1991 – Twenty 1
- 1995 – Night & Day Big Band
- 1997 – The Heart of Chicago 1967-1997
- 1998 – The Heart of Chicago 1967-1998 Volume II
- 1998 – Chicago XXV: The Christmas Album
- 1999 – Chicago XXVI: Live in Concert
- 2002 – The Very Best of: Only the Beginning
- 2003 – The Box
- 2005 – Love Songs
- 2006 – Chicago XXX
- 2007 – The Best of Chicago: 40th Anniversary Edition
- 2008 – Chicago XXXII: Stone of Sisyphus
- 2011 – Chicago XXXIII: O Christmas Tree
- 2011 – Chicago XXXIV: Live In '75
- 2014 – Chicago XXXVI: Now
- 2019 – Chicago XXXVII: Chicago Christmas